# NGC 3293
NGC 3293 est un très jeune amas ouvert situé dans la constellation de la Carène.
Selon la classification des amas ouverts de Robert Trumpler, cet amas renferme plus de 100 étoiles (lettre r) dont la concentration est forte (I) et dont les magnitudes se répartissent sur un grand intervalle moyen (le chiffre 3). La répartition des magnitudes sur un grand intervalle s'explique par le très jeune âge de l'amas. À cette classification, le catalogue Lynga ajoute :a (signification?). NGC 3293 et NGC 3324 forment un double amas.

## Découverte
Plusieurs sources indiquent que l'amas a été découvert en 1751, par Nicolas-Louis de Lacaille durant son séjour en Afrique du Sud. Cependant, le site Students for the Exploration and Development of Space indique une date plus précise, soit le 25 janvier 1752. Une bibliographie succincte de Lacaille nous apprend qu'il a débarqué au cap de Bonne-Espérance le 20 avril 1751 où il a établi l'observatoire astronomique du lieu et qu'il a commencé à balayer le ciel de l'hémisphère sud le 6 août 1751. Notons cependant qu'avec une magnitude de 4,7, cet amas pourrait avoir été observé par d'anciennes civilisations.

## Observation

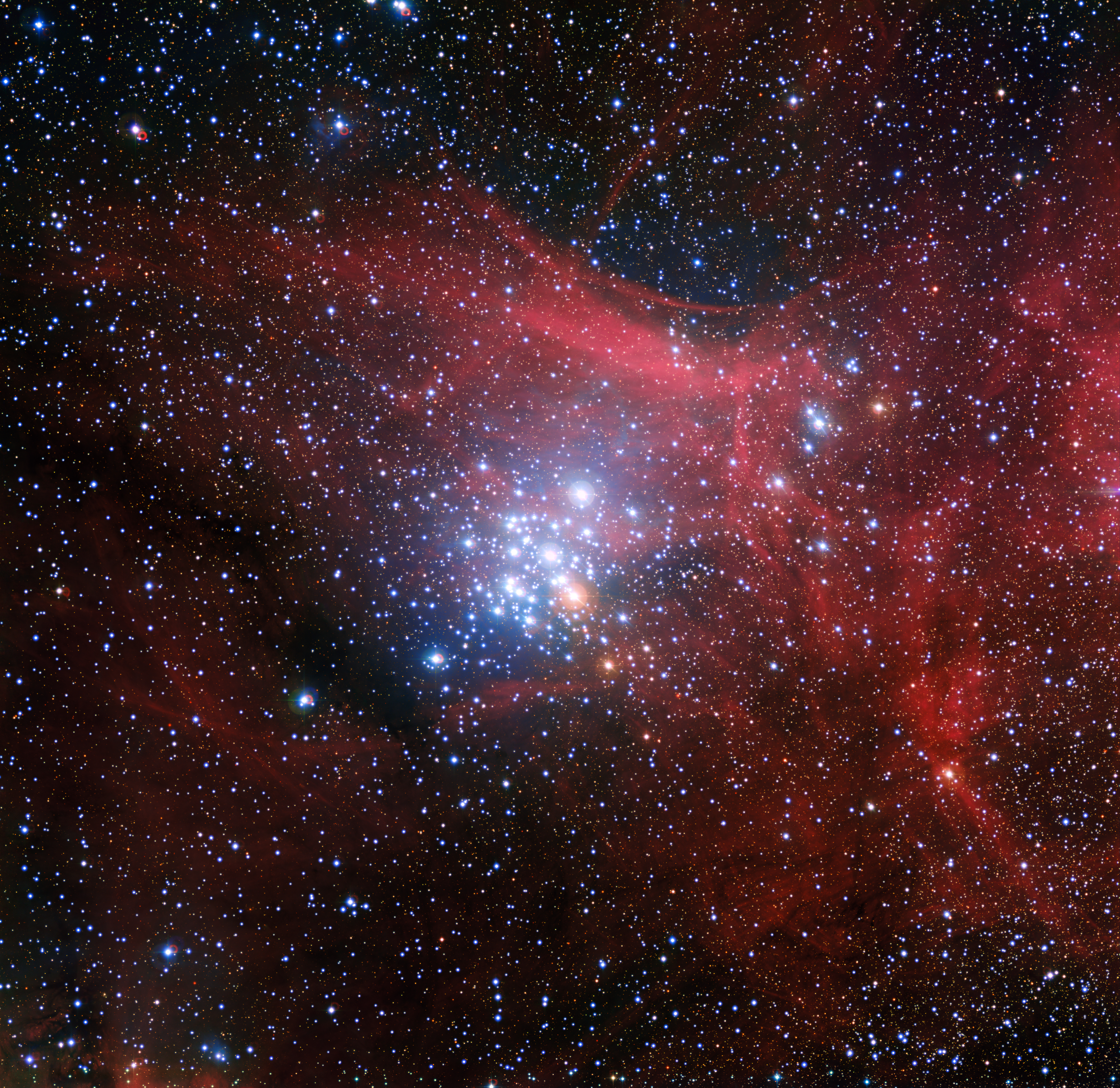
NGC 3293 photographié par la caméra à grand champ (WFI) du télescope MPG/ESO de 2,2 mètres de l'Observatoire de La Silla au Chili

La magnitude visuelle de 4,7 de NGC 3293 le rend tout juste visible à l'œil nu, mais on peut l'observer aisément avec de petites jumelles.

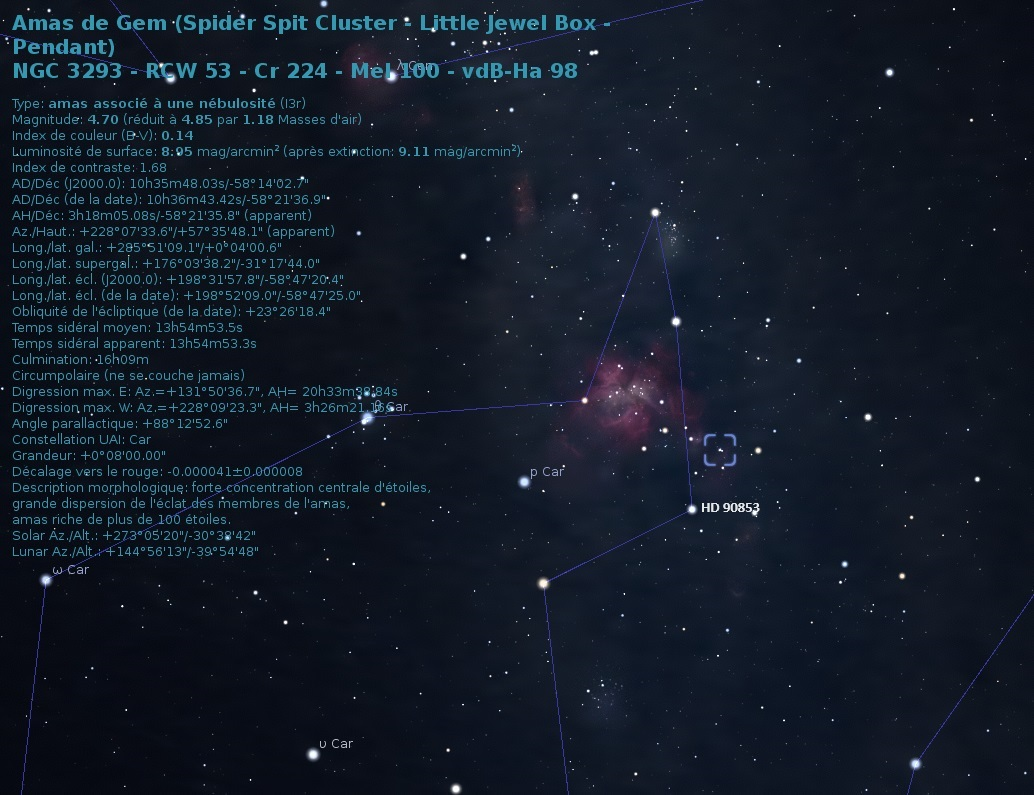
Localisation de NGC 3293 dans la constellation de Scorpion. (Stellarium)

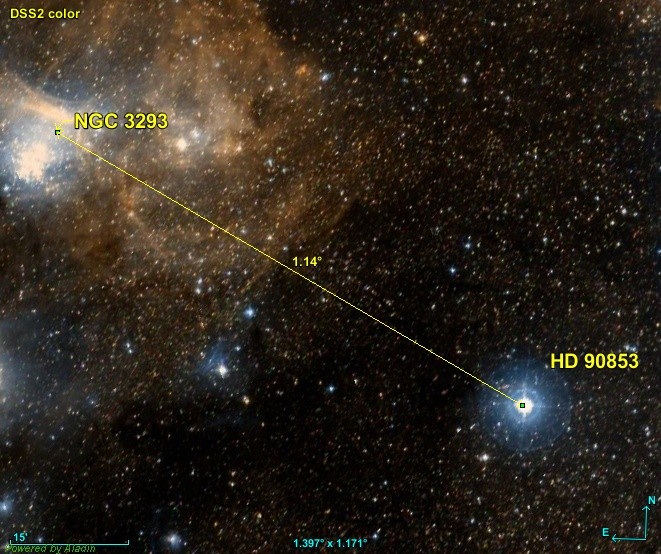
Position de NGC 3293 par rapport à une étoile.

NGC 3293 est situé à environ 1,1 degrés au nord-est de HD 90853, une étoile de la constellation de la Carène, dont la magnitude apparente est de 3,82.

## Caractéristiques

### Distance
La parallaxe moyenne des étoiles de l'amas a été obtenue des mesures effectuées par le satellite Gaia. Sept valeurs différentes publiées dans de récents articles (2018 à 2021) sont indiquées sur la base de données Simbad : 0,379 ± 0,025 mas, 0,393 ± 0,023 0 mas, 0,375 ± 0,375 mas, 0,39 ± 0,004 mas, 0,376 ± 0,043 mas, 0,376 ± 0,002 mas et 0,376 ± 0,043 mas. La moyenne de ces valeurs et de leur incertitude est égale à 0,380 7 ± 0,026 7, ce qui correspond à une distance de 2 627 +198
-172 pc.

### Taille
Selon les sources, la dimension apparente de l'amas est comprise entre 5,0′, et 13',. Les deux cercles de l'image de l'encadré à droite montrent ces deux possibilités. La taille de 13' semble mieux correspondre à la dimension apparente de NGC 3293. Quoi qu’il en soit, grâce à un calcul simple, on peut trouver la taille réelle de l'amas. En utilisant la plus grande taille apparente et la plus grande distance, on obtient la taille réelle maximale soit 34,84 al. De même, en utilisant la plus petite taille apparente et la plus petite distance, on obtient la plus petite taille réelle, soit 11,64 al. De ces deux valeurs, on déduit que la taille de l'amas est égale à 23,2 ± 11,6 al.

### Vitesse
Six valeurs de la vitesse radiale sont indiquées sur Simbad, soit −7,04 ± 3,37 km/s, −13,160 ± 0,55 km/s, −11,20 ± 2,09 km/s, −13,16 ± 0,55 km/s, −12,00 ± 4,0 km/s et −12,0 ± 0,6 km/s. La moyenne de ces valeurs et l'écart type de cet échantillon est égale à −11,4 ± 2,3 km/s.

### Mouvement propre
Simbad indique neuf couples de valeurs pour le mouvement propre de l'amas provenant d'articles publiés entre 2018 et 2021. Ces couples sont en ascension droite et en déclinaison
- −7,671 ± 0,032 mas/an et 3,350 ± 0,019 mas/an[12]
- −7,679 ± 0,089 mas/an et 3,361 ± 0,096 mas/an[14]
- −7,530 ± 0,400 mas/an et 3,100 ± 0,320 mas/an[19]
- −7,672 ± 0,140 mas/an et 3,339 ± 0,125 mas/an[13]
- −7,65 ± 0,01 mas/an et 3,36 ± 0,008 mas/an[7]
- −7,671 ± 0,132 mas/an et 3,344 ± 0,137 mas/an[15]
- −7,671 ± 0,008 mas/an et 3,344 ± 0,007 mas/an[16]
- −7,671 ± 0,132 mas/an et 3,344 ± 0,137 mas/an[17]
- −6,910 ± 2,010 mas/an et 0,026 ± 3,95 mas/an[23]

Le dernier couple de cet ensembre est très différant et très imprécis, ce qui est souvent le cas pour cet article. La moyenne du mouvement propre et de leur incertitude obtenue des huit premiers couples en ascension droite et en déclinaison est égale à −7,651 ± 0,118 mas/an et 3,318 ± 0,106 mas/an.

### Métallicité
Simbad indique deux valeurs pour la métallicité, soit 0,02 et 0,028. Selon ces valeurs, le pourcentage d'éléments lourds (plus lourd que l'hydrogène et l'hélium) de NGC 3293 est compris entre 105% (100,02) et 107% (100,028) de celui du Soleil.

### Âge
La base de données des amas ouverts WEBDA et le catalogue Lynga indique un âge logarithmique de 7,014 pour NGC 3293,, ce qui correspond à 107,014 = 10,3 millions d'années. Il s'agit en fait de l'âge moyen de l'amas. Plusieurs étoiles sont plus âgées que cela, car l'amas se serait formé il y a environ 20 millions d'années. Une autre source indique que l'amas est âgé de moins de 10 millions d'années.

## Étoiles
L'étoile la plus brillante de l'amas est une géante rouge de magnitude visuelle égale à 6,5 située parmi plusieurs étoiles bleues très chaudes, la plus chaude étant de type spectral B0. Cette information provenant du site SEDS est en contradiction avec les informations contenues sur le sitte Simbad. La diversité des étoiles de l'amas de même que leur naissance à diverses époques expliquent le grand intervalle de leur magnitude, car elles sont à diverses étapes de leur évolution. Lynga et Llorente indiquent que NGC 3293 contient une étoile traînarde bleue,. Lynga indique aussi que l'amas renferme deux étoiles Be, deux binaires spectroscopiques et une géante rouge. Ces informations semblent passées dates, sans doute publiées avant les résultats obtenues par le satellite Gaia.
Simbad montre un bouton nommé Children. En cliquant sur ce bouton, on atteint une section de cette base de données qui renferme un tableau contenant 1 754 entrées, dont 592 Children, pour NGC 3293. Cependant, des étoiles (les Children) peuvent apparaître plusieurs fois dans la deuxième colonne du tableau, d'où le nombre de liens bibliographiques qui est supérieure au nombre d'étoiles. La quatrième colonne de ce tableau indique la probabilité que l'étoile appartienne à l'amas. En cliquant sur le titre de cette colonne, on peut classer la probabilité par ordre croissant ou décroissant. En cliquant sur la désignation de l'étoile, on atteint la page de Simbad qui résume ses propriétés. Le tableau ci-dessous résume les propriétés de 27 étoiles qui montrent des carcatéristiques particulières. Sept étoiles dont des étoiles variables de type Beta Cephei, quatre sont des étoiles chimiquement particulière, une est une candidate au titre d'étoile variable ellipsoïdale, cinq sont des étoiles variables de type Beta Cephe, six sont des variable pulsantes, deux sont des supergéantes une supergéante rouge et une supergéante bleue et enfin deux sont des candidates au titre de jeune objet stellaire. L'étoile dont la luminosité est la plus élevée est HD 91969 avec une magnitude visuel égale à 6,43. C'est une étoile de classe spectrale B0I+ et elle ne figure pas dans le tableau ci-dessous ne présentant aucune caractéristique particulière.
| Nom                     | α                 | δ                 | type       | P (mas)          | d (pc)        | μα* (mas/an) | μδ* (mas/an) | mV    | Prob            | Rem       |
| ----------------------- | ----------------- | ----------------- | ---------- | ---------------- | ------------- | ------------ | ------------ | ----- | --------------- | --------- |
| V* V400 Car             | 10h 34m 48,6841s  | -58° 09′ 01,1770″ | OB         | 0,4234 ± 0,0196  | 2362+104 -115 | -7,559       | 3,309        | 9,66  | 100(4)          | Bet Ceph  |
| V* V401 Car             | 10h 35m 30,0530s  | -58° 12′ 08,1809″ | B5         | 0,4327 ± 0,0185  | 2311+95 -103  | -7,673       | 3,453        | 9,50  | 100(2) 96       | Bet Ceph  |
| V* V403 Car             | 10h 35m 40,7035s  | -58° 12′ 44,2809″ | B1III      | 0,4134 ± 0,0226  | 2419+125 -140 | -7,645       | 3,304        | 8,73  | 100(2)          | Bet Ceph  |
| CD-57 3347              | 10h 35m 43,2986s  | -58° 13′ 33,6427″ | B1.5III    | 0,4382 ± 0,0189  | 2282+94 -103  | -7,730       | 3,454        | 9,85  | 100(2) 98 90(3) | Bet Ceph  |
| MCW 1182                | 10h 35m 48,2507s  | -58° 14′ 16,5796″ | B2.5V      | 0,4209 ± 0,0208  | 2376+112 -124 | -7,619       | 3,000        | 9,23  | 100             | Bet Ceph  |
| V* V440 Car             | 10h 35m 54,9164s  | -58° 12′ 59,1424″ | B1V        | 0,4235 ± 0,0225  | 2361+119 -132 | -7,759       | 3,353        | 9,23  | 100             | Bet Ceph  |
| V* V406 Car             | 10h 35m 57,8106s  | -58° 12′ 21,3088″ | B1V        | 0,4085 ± 0,027   | 2448+152 -173 | -7,754       | 3,477        | 9,26  | 100(4) 97       | Bet Ceph  |
| Cl* NGC 3293 ESL 93     | 10h 35m 35,6590s  | -58° 13′ 56,6403″ | B6.5V      | 0,4186 ± 0,0178  | 2389+97 -106  | -7,717       | 3,458        | 12,70 | 100 95 90(3)    | Et chi    |
| Cl* NGC 3293 MG 8       | 10h 35m 36,4464s  | -58° 08′ 10,3604″ | B          | 0,3844 ± 0,0138  | 2601+90 -97   | -7,711       | 3,471        | ?     | 100(5) 99       | Et chi    |
| Cl* NGC 3293 ESL 107    | 10h 36m 10,8241s  | -58° 15′ 49,1001″ | B8III-V    | 0,3994 ± 0,0195  | 2504+117 -129 | -7,734       | 3,270        | 12,91 | 100             | Et chi    |
| Cl* NGC 3293 ESL 95     | 10h 36m 12,8955s  | -58° 13′ 25,1229″ | B6.5V      | 0,4215 ± 0,0168  | 2424+95 -103  | -7,737       | 3,345        | 12,75 | 100             | Et chi    |
| V* V438 Car             | 10h 35m 44,6490s  | -58° 14′ 30,3540″ | B2.5V      | 0,3582 ± 0,0251  | 2792+183 -210 | -7,561       | 3,405        | 10,74 | 100             | Ell V Can |
| HD 303075               | 10h 35m 32,2824s  | -58° 14′ 30,3540″ | Be         | 0,4029 ± 0,0177  | 2482+104 -114 | -7,654       | 3,454        | 9,97  | 100             | Be        |
| Cl* NGC 3293 BVC 100    | 10h 35m 38,1405s  | -58° 12′ 20,7246″ | Be         | 0,3822 ± 0,0153  | 2616+101 -109 | -7,752       | 3,386        | 11,54 | 96              | Be        |
| CPD-57 3518             | 10h 35m 54,6652s  | -58° 13′ 48,8282″ | Be         | 0,4218 ± 0,0183  | 2371+99 -108  | -7,847       | 3,454        | 10,62 | 100(2)          | Be        |
| CPD-57 3524A            | 10h 35m 58,6210s  | -58° 12′ 32,3274″ | Be         | 0,4441 ± 0,0151  | 2252+74 -79   | -7,357       | 3,413        | 9,09  | 100             | Be        |
| CPD-57 3531             | 10h 36m 05,9416s  | -58° 14′ 27,1744″ | Be         | 0,4073 ± 0,0211  | 2405+121 -134 | -7,587       | 3,308        | 10,28 | 100(6)          | Be        |
| Cl* NGC 3293 BVC 57     | -58° 11′ 12,5173″ | -58° 11′ 12,5173″ | B3V        | 0,3559 ± 0,0147  | 2810+111 -121 | -7,581       | 3,513        | 11,82 | 100(4)          | Var pul   |
| HD 91943                | 10h 35m 42,0067s  | -58° 11′ 34,3784″ | B0.7Ib     | 0,4087 ± 0,0224  | 2447+127 -142 | -7,564       | 3,656        | 6,70  | 90(2)           | Var pul   |
| CPD-57 3517             | 10h 35m 53,6410s  | -58° 14′ 47,8523″ | B1V        | 0,4064 ± 0,0215  | 2461+124 -137 | -7,632       | 3,520        | 9,22  | 100             | Var pul   |
| V* V379 Car             | 10h 35m 58,4857s  | -58° 14′ 15,0220″ | B1III      | 0,3978 ± 0,0203  | 2514+122 -135 | -7,651       | 3,540        | 8,30  | 100 96 90(2)    | Var pul   |
| HD 92007                | 10h 36m 01,5933s  | -58° 15′ 09,5871″ | B1III      | 0,4319 ± 0,0203  | 2315+115 -127 | -7,651       | 3,366        | 8,2   | 100(2) 95       | Var pul   |
| HD 92024                | 10h 36m 08,3339s  | -58° 13′ 04,3586″ | B1III      | 0,4209 ± 0,0263  | 2376+140 -158 | -7,665       | 3,465        | 9,0   | 100(2)          | Var pul   |
| V* V361 Car             | 10h 35m 43,7598s  | -58° 14′ 42,0391″ | M1.5Iab-Ib | 0,4252 ± 0,0212  | 2352+112 -123 | -7,806       | 3,507        | 7,19  | 100(5) 99       | S Ge R    |
| V* V405 Car             | 10h 35m 48,2142s  | -58° 12′ 33,2021″ | B0Iab      | 0,4482 ± 0,0251  | 2231+118 -132 | -7,702       | 3,289        | 9,242 | 100(2) 94       | S Ge B    |
| 2MASS J10354752-5812471 | 10h 35m 47,5172s  | -58° 12′ 47,1352″ | B8III-V    | 0,3885 ± 0,0186  | 2574+118 -129 | -7,493       | 3,394        | 13,21 | 100(5)          | J o s c   |
| 2MASS J10355311-5814257 | 10h 35m 53,1052s  | -58° 14′ 26,1765″ | B8III      | 0,4224 ± 0,01134 | 2367+73 -78   | -7,747       | 3,314        | 13,27 | 100(5)          | C J.S.    |

- Bet Ceph = Étoile variable de type Beta Cephei
- Et chi = Étoile chimiquement particulière
- Ell V Can = Candidate au titre d'Étoile variable ellipsoïdale
- Be = Étoile Be
- Var pul = Variable pulsante
- S Ge R = Supergéante rouge
- S Ge B = Supergéante bleue
- C J.S. = Canditate à un jeune objet stellaire

### Distance
La compilation des parallaxes et du mouvement propre de chacune des 96 étoiles permet d'obtenir une distance moyenne et le mouvement propre moyen de l'amas. La parallaxe moyenne des étoiles est égale à 0,398 6 ± 0,044 2 mas, ce qui correspond à une distance de 2 509+313
−250 Mpc (∼8,18 milliards d'al). On peut cependant calculer la distance à partir des parallaxes de deux autres façons. Premièrement, on peut calculer la moyenne et l'écart type des distances des 96 étoiles. La valeur obtenue est égale à 2 536 ± 266 Mpc (∼8,27 milliards d'al). On peut aussi utiliser la moyenne des distances ainsi que la moyenne des écarts positifs et négatifs obtenus pour chaque étoile à partir de leur parallaxe. Cette dernière méthode donne une valeur de 2 536+124
−143 Mpc. Peu importe la méthode, on remarquera que les distances obtenues sont un peu  inférieures, mais très semblables à celle obtenue par le calcul des parallaxes indiqués par Simbad

### Mouvement propre
La moyenne et l'écart type du mouvement propre des 96 étoiles en ascension droite et en déclinaison sont respectivement égaux à −7,651 ± 0,168 mas/an et 3,368 ± 0,373 mas/an. Ces deux valeurs sont semblables aux valeurs indiquées par Simbad.